# 湖西庄
湖西庄為臺灣日治時期1920年至1945年間存在之行政區，轄屬澎湖廳馬公支廳。今澎湖縣湖西鄉。

## 行政區劃
湖西庄原屬
- 林投澚之隘門鄉、林投鄉、太武鄉、大城北鄉、良文港鄉、尖山鄉、西溪鄉
- 南藔澚之湖西鄉、湖東鄉、南藔鄉、菓葉鄉、北藔鄉、白猿坑鄉、青螺鄉、紅羅罩鄉
- 鼎灣澚之港底鄉、東石鄉、港仔尾鄉、中藔鄉、鼎灣鄉、潭邊鄉、西藔鄉、沙港鄉、土地公前鄉[1]

上述地區在1901年11月隸屬澎湖廳直轄，在1920年10月1日被劃為高雄州澎湖郡「湖西庄」，轄域內分為湖西、湖東、隘門、林投、太武、大城北、良文港、尖山、西溪、南寮、菓葉、北寮、白猿坑、青螺、紅羅罩、港底、東石、港子尾、中寮、鼎灣、潭邊、西寮、沙港、土地公前24個大字。1926年7月1日，澎湖郡被廢止改為澎湖廳，湖西庄隸屬澎湖廳馬公支廳。

## 庄長
- 洪明庭
- 陳梅峰
- 平間鶴吉
- 上野滿藏
- 前田精男
- 渡邊俊一
- 蔀寬

## 設施
- 湖西庄役場
- 湖西第一公學校→湖西國民學校（今湖西國小）
- 湖西國民學校隘門分教場（今隘門國小）
- 湖西第二公學校→沙港國民學校（今沙港國小）
- 林投日軍上陸紀念碑
- 龍門裡正角日軍上陸紀念碑